# Iglesia de Sant Llorenç dels Porxos
La iglesia de San Lorenzo dels Porxos (traducción literal: «San Lorenzo de los Porches») es una iglesia del municipio de Castellar del Riu (Barcelona) incluida en el Inventario del Patrimonio Arquitectónico de Cataluña. 

## Situación
Se encuentra en la parte central del término municipal, situada encima de uno de los picachos que se levantan en el margen derecho del torrent dels Porxos, en las laderas meridionales de los Rasos de Peguera.
Se va desde la carretera BV-4243 de Berga a Rasos. En el punto kilométrico 8,5 (42 ° 07 '34 "N, 1 ° 45' 55" E), una vez pasado el «Paso de los Ladrones», se toma una pista a la izquierda que conduce a la masía de los Porxes. La capilla queda bajo la masía. Un sendero bien marcado baja hasta allí.

## Descripción
La iglesia románica de reducidas dimensiones, muy sencilla y rústica. Consta de una sola nave, orientada a levante y rematada por un muro liso, sin ábside. La nave está cubierta con bóveda de cañón ligeramente apuntada. El paramento exterior es muy sencillo y bastante desordenado; el portal de arco de medio punto está hecho con grandes dovelas y rematado por un campanario de espadaña bastante grande pero en muy mal estado. El interior se encuentra totalmente enyesado. El tejado es cubierto a dos aguas con teja. No hay noticias históricas referentes a la iglesia.
}}